# Navalacruz
Navalacruz település Spanyolországban, Ávila tartományban. Navalacruz Navaquesera községgel határos. Lakosainak száma 204 fő (2024).

## Népesség
A település népessége az utóbbi években az alábbiak szerint változott:
| Lakosok száma | 295  | 270  | 264  | 262  | 288  | 259  | 251  | 247  | 221  | 204  |
|               | 2001 | 2004 | 2006 | 2009 | 2011 | 2014 | 2016 | 2019 | 2021 | 2024 |